# Goya et son médecin
Goya et son médecin ou Goya soigné par le docteur Arrieta (en espagnol : Goya atendido por el doctor Arrieta) est une peinture réalisée par Francisco de Goya en 1820. Elle reflète la grave maladie dont a souffert son auteur de novembre 1819 à la date à laquelle il a été traité par le médecin Eugenio Arrieta.

## Contexte de l'œuvre
Francisco de Goya est très malade de novembre 1819 à 1820, date à laquelle le docteur Arrieta le soigne. Aucun document n'atteste de la cause de ses maux, mais Goya lui-même prétend que son docteur lui a sauvé la vie. La récupération de Goya coïncide avec le réveil idéologique de l'Espagne, que Goya voyait enfin influencée par les Lumières.
Au pied de l'œuvre, une note, très probablement de Goya, dit :
« Goya agradecido, á su amigo Arrieta: por el acierto y esmero con qe le salvo la vida en su aguda y
peligrosa enfermedad, padecida á fines del año 1819, a los setenta y tres de su edad. Lo pintó en 1820. »
« Goya reconnaissant, à son ami Arrieta : pour la justesse et l'application avec lesquelles il lui a sauvé la vie dans son intense et
dangereuse maladie, dont il a souffert fin 1819, à l'âge de soixante-treize ans. Il l'a peint en 1820. »
On ne sait pas exactement quelle était la maladie dont souffrait Goya. Il y a eu beaucoup de spéculations à ce sujet, et les hypothèses les plus probables indiquent une maladie vasculaire cérébrale ou une maladie infectieuse.

## Analyse
De nombreux critiques interprètent ce tableau comme un ex-voto à son médecin, Eugenio Arrieta, en remerciement de la guérison de la délicate maladie dont souffrait Goya, âgé de soixante-treize ans, et dont le peintre considérait — si l'on admet que l'inscription est autographe — qu'elle lui avait sauvé la vie.
Le tableau pourrait être conçu comme une Pietà laïque : à la place habituelle de Jésus-Christ se trouverait un Goya mourant, et le médecin ferait office d'ange protecteur. À l'arrière-plan se trouvent des femmes qui ont été interprétées non seulement comme les compagnes de Goya (il a vécu avec Leocadia Weiss (es)), mais aussi comme les divinités du destin ou Les Moires, sur lesquelles sa vie est suspendue, comme par un fil.
Les traits du visage sont rendus de façon magistrale. Goya se représente la bouche légèrement ouverte, le regard perdu, dans une attitude presque moribonde, sans force et sans conscience totale. Ses mains s'agrippent fébrilement aux vêtements qui le recouvrent. L'utilisation habile de la couleur et de l'éclairage établit un contraste entre les tons de chair respectifs de Goya et de son médecin. Le premier apparaît pâle et affaibli, tandis que le visage du médecin est sain. La robe de chambre de l'artiste est également d'un blanc éclatant, tout comme le drap, ce qui accentue le caractère dramatique de la scène et rapproche l'utilisation de la lumière de la maîtrise de Rembrandt.
Les coups de pinceau des toiles blanches sont décisifs mais précis. Quant à la composition, les personnages apparaissent proches du spectateur, qui semble assister à la scène dans la pièce où elle se déroule, cadrés comme ils le sont en plan moyen. Sur le fond sombre se détachent les silhouettes des femmes ou Moires, visages étranges qui reflètent le monde inquiétant des ombres qui hantait l'artiste aragonais dans cette transe. Nombre de leurs caractéristiques rappellent l'univers des Peintures noires que Goya a peintes sur les murs de sa maison (la Quinta del Sordo) durant ces années.
Le tableau reflète un thème très caractéristique du XIXe siècle et de la bourgeoisie, à savoir l'admiration pour la science. Dans ce cas, il n'y a pas d'intervention chrétienne ou de miracle religieux, mais plutôt une performance complète de sagesse et de médecine incarnée par le docteur Arrieta, dépeint avec humanité mais non sans fermeté dans sa profession. Le tableau s'écarte ainsi des conventions picturales de la peinture religieuse et académique du XVIIIe siècle et des satires contre les médecins courantes sous l'Ancien Régime (un thème que Goya lui-même a largement traité dans ses estampes), inaugurant une forme d'art moderne.